# Unión Polideportiva Plasencia
Unión Polideportiva Plasencia es un club de fútbol de España de la ciudad de Plasencia (Cáceres). Denominándose anteriormente Plasencia CF (1940-45) y CD Plasencia (1945-70). Actualmente milita en la Primera División Extremeña tras descender de Tercera Federación en la temporada 2022-23.

## Historia
La Unión Polideportiva Plasencia  fue fundada en 1940 y actualmente juega en Primera División Extremeña.
Ha jugado 5 temporadas en Segunda B ascendiendo en 3 ocasiones. Su mejor posición ha sido 13º en las temporadas 1985-86 y 1997-98. Tiene una gran rivalidad con el Ciudad de Plasencia a nivel local y con el CP Cacereño a nivel provincial, siendo este su gran rival histórico.
TEMPORADA 84 - 85
En el estadio Municipal, con un gran número de personas que ocupaban la tribuna cubierta, fueron recibidos de muy buen agrado los componentes del equipo que tenía una media de edad de tan sólo 21 años, la más joven de su historia. El relaciones públicas del club, Pahino, fue dando cuenta de los nombres de cada uno de los presentados. Comenzó por los que ya pertenecían a la entidad y luego presentó a los nuevos fichajes. La cantera seguía teniendo gran importancia y fruto de ello, subieron 4 jugadores, a los que había que sumar los dos del año anterior y otro jovencito, Nandi, que procedía de la Escuela de Fútbol Placentina Valcorchero.
Los jugadores que componían la plantilla oficial eran 19, siendo de la temporada anterior los porteros Juanín y Felipe. Defensas: Isidro, Victorino, Yoyo, Adolfo y Del Río. Centrocampista: Fernando y delantero, Oliva. Procedentes de la cantera local, los defensas Melo y Merino. Medios: César y Emiliano y el ya mencionado Nandi, también defensa, del Valcorchero.
Nuevos integrantes, los centrocampistas Lucio, de 23 años, procedente del Basconia; Contreras, de 25 años, venía del Mérida Industrial y Villanueva, de 22 años, del Sestao. Y los delanteros Ondarru, 21 años, del Sestao; Delgado, 20 años, del CP Cacereño, Lupo, 26 años, del Moralo CP y Juan José, del Michelín que estaba a prueba.
El grupo XIV de Tercera División a penas si tuvo color debido a la superioridad de la UP Plasencia a la que tan sólo el Extremadura CF pudo hacer sombra. Desde un principio las cosas marcharon muy bien para los placentinos que se proclamaron campeones en la antepenúltima jornada al ganar 1-3 sobre el CP Cacereño, a la postre, tercer clasificado. El estadio Príncipe Felipe de Cáceres registró el mayor lleno de la temporada con las gradas pobladas de seguidores de la UP Plasencia que festejaron el título por todo lo alto.
El comienzo fue fulgurante manteniéndose invicto en las primeras 14 jornadas, seguido de cerca por el Extremadura CF, CP Cacereño y Mérida Industrial, pero todos tuvieron que reconocer la superioridad del campeón que terminó clasificándose para el ascenso a 2ª División B. Los números habían sido de auténtico record con 66 puntos al ganar 30 de los 38 partidos jugados, empatando en otros seis y perdiendo nada más que dos veces, 1-0 en Almendralejo y 2-1 en Fuente de Cantos. Marcó 130 goles, con Oliva y Ondarru como goleadores, 21 y 18 respectivamente; encajando 19, Juanín fue el portero menos batido. Sus mayores victorias, 10-0 con el CD Fuente de Cantos, 10-1, con el CP Atalaya, 7-0 a la UD Montijo, 7-0 con el CD Aceuchal, 6-0 al CP Vasco Núñez, 6-1 con el CD Azuaya, 6-1 al Olivenza CP, 5-0 a la UC La Estrella y 5-0 con el CD Badajoz Promesas. Es decir, en casi todos los encuentros jugados en casa logró marcar muchos goles, 93 en total, con una media de casi cinco por partido. Fuera también logró marcar otros 37 destacando el 0-5 con el CP Atalaya o el 0-4 encajado a la UC La Estrella.
El sorteo de la fase de ascenso le deparó un enfrentamiento con el C.D.Mensajero al que venció por 0-1 para volver a ganar en el partido de vuelta, esta vez, por 2-0. La segunda eliminatoria suponía conseguir el premio buscado después de una larga y exitosa temporada teniendo como contrincante a la UD Alcira. Primero se jugó en casa ganando por un apretado 1-0 que dejaba las espadas en alto. Finalmente, el 16 de junio de 1985, en tierras levantinas, tras empatar a 0-0, lograba la UP Plasencia ascender a 2ª División B.
Hay que hacer mención, del mismo modo, a la corta participación del equipo en la Copa del Rey en la que cayó ante el CD Badajoz por 3-1 el 3 de octubre de 1984, empatando a 0-0 en el encuentro de vuelta, 24 de octubre de 1985.
Aquella alineación estuvo formada por: Juanín; Fernando, Victorino, Del Río, Yoyo; Adolfo, Lupo, Contreras, Ondarru; Isidro y Oliva.
En su cantera se formaron futbolistas importantes en el panorama nacional como el portero César Sánchez Domínguez, el defensa Francisco Delgado Melo o el delantero Álex Alegría, entre otros muchos, siendo esta cantera una de las más importantes del fútbol extremeño.

## Uniforme
- Uniforme titular: Camiseta blanca y rayas negras, pantalón negro y medias blancas.
- Uniforme alternativo: Camiseta Morada , pantalón morada y medias morada.
- Patrocinador: GRUPO INFAME/GÔSPEL, CARNICERÍAS BERNAL, SOLUPLAS, RESTARANTE LA ISLA, ELECTROFIL OESTE
- Marca Deportiva: Adidas

## Estadio
- Nombre: Estadio Municipal "Francisco Gil Valle".
- Capacidad: 3.800 espectadores. 1.200 en tribuna, 1200 en preferencia y 1400 en fondo norte.
- Dimensiones: 105 x 72
- Dirección: Avda. Ciudad Deportiva s/n 10600 Plasencia (Cáceres)
- Inauguración: 1982 (UP Plasencia 2 - Atlético Madrileño 0)

## Datos del Club
- Dirección social: Estadio Municipal de la Ciudad Deportiva. 10600 Plasencia, Cáceres
- Teléfono:
- Socios/Abonados: 600 aprox.
- Nº de Peñas: 4 Peñas: Gorichi, Ultras Plas. Peña El Diario-Diaz y La Unión
- Presupuesto 2020/2021' : 80.000€

## Datos históricos
| - Temporadas en 1ª: 0 - Temporadas en 2ª: 0 - Temporadas en 2ªB: 5 - Temporadas en 3ª: 28 - Mayor goleada conseguida:U.P. Plasencia 11 Santa Amalia 0 - Mayor goleada encajadaU.D Mérida 10-U.P.Plasencia 1 - Mejor puesto en la liga: 11º Segunda división B - Peor puesto en la liga: 19º Tercera División (2008/2009) - Máximo goleador: Luis Miguel Álvarez Calvo "Luismi" - Portero menos goleado: Juanín - Más partidos disputados:Manolo Hoyas |    | \| Temporada \| 1ª \| 2ª \| 2ªB \| 3ª \| Pref. \| 1ª Rg. \| \| --------- \| -- \| -- \| -------- \| --------- \| ----- \| ------ \| \| 23-24 \| _ \| _ \| _ \| _ \| 9º \| _ \| \| 22-23 \| _ \| _ \| _ \| 15º(G.14) \| _ \| _ \| \| 21-22 \| _ \| _ \| _ \| 9º(G.14) \| _ \| _ \| \| 20-21 \| _ \| _ \| _ \| 8º(G.14) \| _ \| _ \| \| 19-20 \| _ \| _ \| _ \| 13º(G.14) \| _ \| _ \| \| 18-19 \| _ \| _ \| _ \| 5º(G.14) \| _ \| _ \| \| 17-18 \| _ \| _ \| _ \| 3º(G.14) \| _ \| _ \| \| 16-17 \| _ \| _ \| _ \| 8º(G.14) \| _ \| _ \| \| 15-16 \| _ \| _ \| _ \| _ \| 1º \| _ \| \| 14-15 \| _ \| _ \| _ \| 19º(G.14) \| _ \| _ \| \| 13-14 \| _ \| _ \| _ \| 10º(G.14) \| _ \| _ \| \| 12-13 \| _ \| _ \| _ \| 8º(G.14) \| _ \| _ \| \| 11-12 \| _ \| _ \| _ \| 10º(G.14) \| _ \| _ \| \| 10-11 \| _ \| _ \| _ \| 13º(G.14) \| _ \| _ \| \| 09-10 \| _ \| _ \| _ \| _ \| 1º \| _ \| \| 08-09 \| _ \| _ \| _ \| 19º(G.14) \| _ \| _ \| \| 07-08 \| _ \| _ \| _ \| 5º(G.14) \| _ \| _ \| \| 06-07 \| _ \| _ \| _ \| 13º(G.14) \| _ \| _ \| \| 05-06 \| _ \| _ \| _ \| 8º(G.14) \| _ \| _ \| \| 04-05 \| _ \| _ \| _ \| 8º(G.14) \| _ \| _ \| \| 03-04 \| _ \| _ \| _ \| 4º(G.14) \| _ \| _ \| \| 02-03 \| _ \| _ \| _ \| 6º(G.14) \| _ \| _ \| \| 01-02 \| _ \| _ \| _ \| 6º(G.14) \| _ \| _ \| \| 00-01 \| _ \| _ \| _ \| 3º(G.14) \| _ \| _ \| \| 99-00 \| _ \| _ \| _ \| 3º(G.14) \| _ \| _ \| \| 98-99 \| _ \| _ \| 17º(G.4) \| _ \| _ \| _ \| \| 97-98 \| _ \| _ \| 13º(G.1) \| _ \| _ \| _ \| |          |           |       |        |
| Temporada | 1ª | 2ª | 2ªB      | 3ª        | Pref. | 1ª Rg. |
| 23-24 | _  | _ | _        | _         | 9º    | _      |
| 22-23 | _  | _ | _        | 15º(G.14) | _     | _      |
| 21-22 | _  | _ | _        | 9º(G.14)  | _     | _      |
| 20-21 | _  | _ | _        | 8º(G.14)  | _     | _      |
| 19-20 | _  | _ | _        | 13º(G.14) | _     | _      |
| 18-19 | _  | _ | _        | 5º(G.14)  | _     | _      |
| 17-18 | _  | _ | _        | 3º(G.14)  | _     | _      |
| 16-17 | _  | _ | _        | 8º(G.14)  | _     | _      |
| 15-16 | _  | _ | _        | _         | 1º    | _      |
| 14-15 | _  | _ | _        | 19º(G.14) | _     | _      |
| 13-14 | _  | _ | _        | 10º(G.14) | _     | _      |
| 12-13 | _  | _ | _        | 8º(G.14)  | _     | _      |
| 11-12 | _  | _ | _        | 10º(G.14) | _     | _      |
| 10-11 | _  | _ | _        | 13º(G.14) | _     | _      |
| 09-10 | _  | _ | _        | _         | 1º    | _      |
| 08-09 | _  | _ | _        | 19º(G.14) | _     | _      |
| 07-08 | _  | _ | _        | 5º(G.14)  | _     | _      |
| 06-07 | _  | _ | _        | 13º(G.14) | _     | _      |
| 05-06 | _  | _ | _        | 8º(G.14)  | _     | _      |
| 04-05 | _  | _ | _        | 8º(G.14)  | _     | _      |
| 03-04 | _  | _ | _        | 4º(G.14)  | _     | _      |
| 02-03 | _  | _ | _        | 6º(G.14)  | _     | _      |
| 01-02 | _  | _ | _        | 6º(G.14)  | _     | _      |
| 00-01 | _  | _ | _        | 3º(G.14)  | _     | _      |
| 99-00 | _  | _ | _        | 3º(G.14)  | _     | _      |
| 98-99 | _  | _ | 17º(G.4) | _         | _     | _      |
| 97-98 | _  | _ | 13º(G.1) | _         | _     | _      |

## Palmarés

### Torneos nacionales
| Competición nacional   | Títulos           | Subcampeonatos    |
| ---------------------- | ----------------- | ----------------- |
| Tercera División (2/2) | 1984-85, 1991-92. | 1983-84, 1993-94. |

### Torneos regionales
| Competición regional             | Títulos                    | Subcampeonatos             |
| -------------------------------- | -------------------------- | -------------------------- |
| Fase autonómica Copa RFEF (2/3)  | 1993-94, 2017-18.          | 1998-99, 2001-02, 2014-15. |
| Primera División Extremeña (3/1) | 1978-79, 2009-10, 2015-16. | 1976-77.                   |

- 4 veces campeón de la Copa de Extremadura

### Trofeos amistosos
- Trofeo Ciudad de Plasencia: (13)
- Torneo Valle del Jerte: (7)
- Memorial Ciudad de Caceres: (5)
- Trofeo Fiesta Mayor de Galisteo: (2)
- Trofeo Ciudad de Almendralejo: (1) 1984
- Trofeo Abuelo Mayorga: (1) 1993